# Szypułka

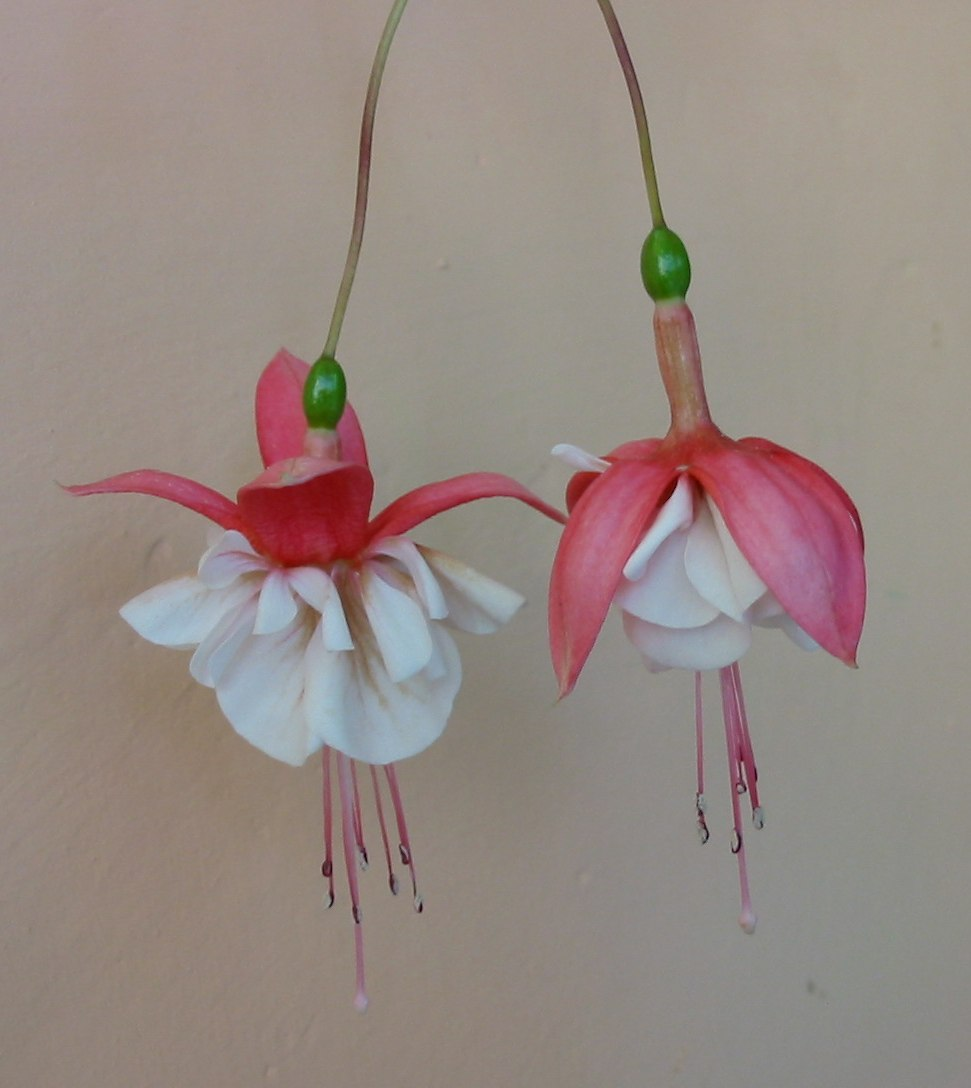
Kwiaty fuksji zwisające na szypułkach

Szypułka (ang. pedicel, pedicle, łac. pedicellus, pedunculus) – u roślin nieulistniona część pędu, na której wyrasta kwiat, a następnie owoc. Przez szypułkę są one zaopatrywane w wodę wraz z solami mineralnymi i substancje organiczne. U części gatunków roślin owoc oddziela się od szypułki po dojrzeniu, u niektórych pozostaje trwale złączony z szypułką.
Szypułka ma znaczenie przy oznaczaniu wielu gatunków roślin. Bierze się najczęściej pod uwagę:
- długość w stosunku do długości kwiatu,
- grubość szypułki,
- kształt szypułki na przekroju poprzecznym,
- powierzchnię (gładka, żeberkowana itp.),
- kąt pod jakim szypułka wyrasta (może być zwisająca, wzniesiona, prostopadła do głównej osi lub wyrastać pod różnymi kątami),
- czy jest naga, ogruczolona czy owłosiona (także rodzaj owłosienia),
- czy jest równomiernie gruba na całej długości, czy np. rozszerzona na jednym z końców.

Nieulistniona część pędu na której wyrasta kwiatostan to szypuła (ang. scape), występuje np. u mniszków (Taraxacum).